# Напівсуматор

Позначення напівсуматора на схемах

Напівсуматор — логічна схема з двома входами та двома виходами, яка виконує операцію арифметичного додавання двох однорозрядних чисел A та B з формуванням виходу переносу.
Схема носить назву «напівсуматор», оскільки при реалізації одного розряду повного двійкового суматора слід враховувати також вхід переносу з попереднього розряду, для чого треба використати дві таких схеми та один елемент «АБО».

## Алгоритм роботи
Вихідні сигнали напівсуматора формуються згідно таких правил:
- При будь-яких наборах сигналу A та B на виході сигналу суми S (Sum) формується результат додавання за модулем два
- На виході сигналу переносу C (Carry) у всіх випадках буде 0, крім A=B=1, тоді C=1.

Відповідна таблиця істинності виглядає наступним чином:
| A | B | S | C |
| - | - | - | - |
| 0 | 0 | 0 | 0 |
| 0 | 1 | 1 | 0 |
| 1 | 0 | 1 | 0 |
| 1 | 1 | 0 | 1 |

З таблиці видно, що сума S відповідає логічній функції «ВИКЛЮЧНЕ АБО», а перенос C — логічній функції «І».
Тому роботу напівсуматора описують такими рівняннями:
- {\displaystyle S=A\cdot {\bar {B}}\ +{\bar {A}}\ \cdot B=A\oplus B}
- {\displaystyle C=A\cdot B}

## Реалізація

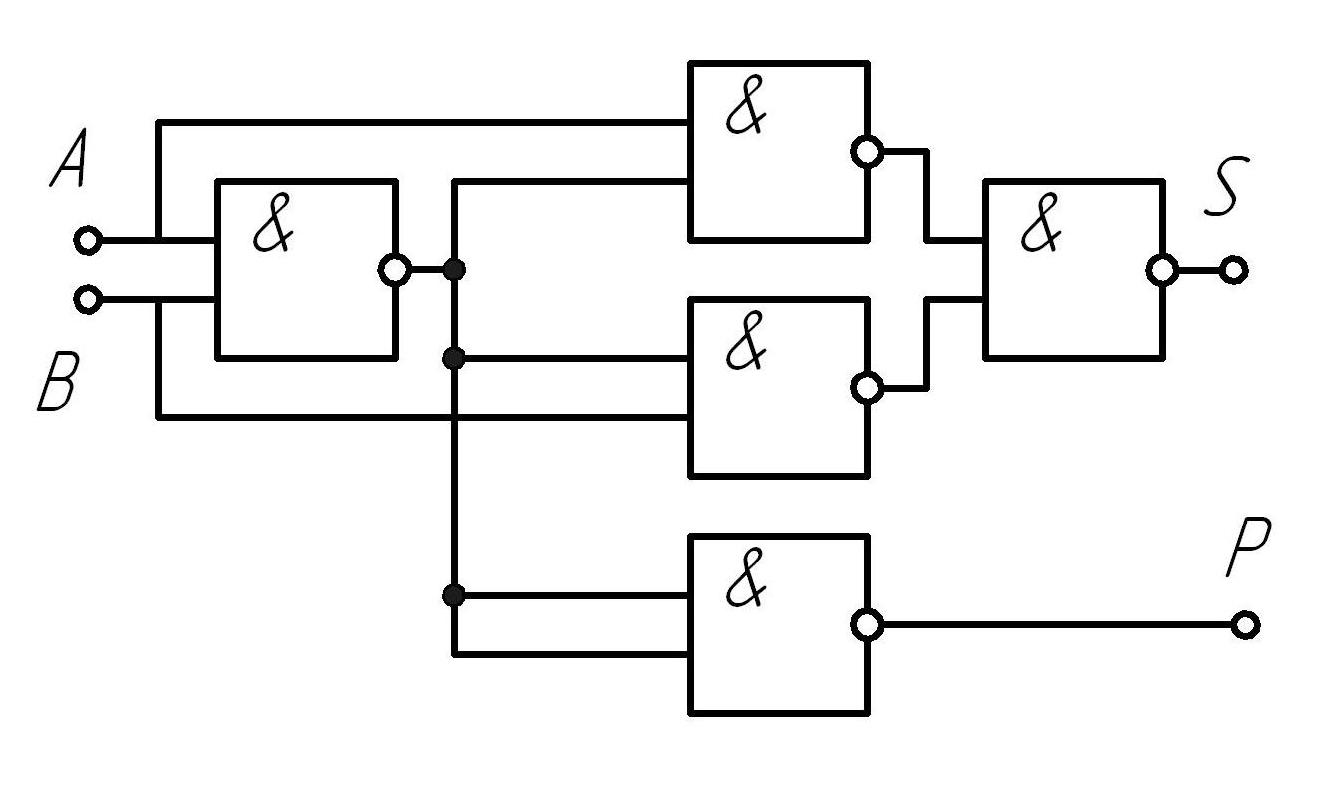
Реалізація напівсуматора на базисному логічному елементі «І-НЕ»
Реалізація напівсуматора на логічних елементах «ВИКЛЮЧНЕ АБО» та «І»